# Steppenwald-Baumschliefer
Der Steppenwald-Baumschliefer oder Südlicher Baumschliefer (Dendrohyrax arboreus) ist eine Art der Baumschliefer innerhalb der Säugetierordnung der Schliefer. Sein Verbreitungsgebiet umfasst das östliche und Teile des zentralen Afrikas, zwei abgetrennte Populationen kommen auch im südlichen Afrika vor. Die Art bewohnt waldreiche Gebiete im Flachland und in hohen Gebirgslagen, die weitgehend ungestört von menschlichen Aktivitäten sind. Äußerlich ähneln die Tiere Meerschweinchen, der Schwanz fehlt. Charakteristisch ist ein heller Rückenfleck, der eine Drüse umgibt. In der Regel lebt der Steppenwald-Baumschliefer nachtaktiv und einzelgängerisch. Er kann gut klettern und verbringt so den Großteil seiner Zeit im Geäst der Bäume. Dadurch wird er nur selten gesichtet, so dass viele Aspekte seiner Lebensweise unbekannt sind. Die Anwesenheit der Tiere in einem Gebiet verraten zumeist ihre Latrinen und ihre nächtlichen Rufe. Letztere verbreiten sich unter Beteiligung mehrere Individuen wellenartig durch den Wald. Die Ernährung basiert auf weichem Pflanzenmaterial. Dabei verwenden die Tiere lokal recht unterschiedliche Nahrungsressourcen. Die Fortpflanzung ist wenig erforscht, in der Regel kommen nach langer Tragzeit eins bis zwei Jungtiere zur Welt. Im gesamten Verbreitungsgebiet des Steppenwald-Baumschliefers treten mehrere Unterarten auf, teilweise wurde auch der Bergwald-Baumschliefer in die Art eingeschlossen. Die Erstbeschreibung datiert in das Jahr 1827. Der Gesamtbestand ist gegenwärtig nicht gefährdet, gebietsweise stellt aber die Zersplitterung des waldreichen Lebensraumes der Tiere eine Bedrohung dar.

## Merkmale

### Habitus
Der Steppenwald-Baumschliefer ähnelt den anderen Vertretern der Baumschliefer. Er erreicht eine Kopf-Rumpf-Länge von 42,8 bis 56,6 cm und ein Gewicht von 1,17 bis 2,65 kg, nach anderen Angaben liegt der obere Wert bei 4,5 kg. Größenunterschiede zwischen Männchen und Weibchen treten nicht auf. Die Tiere zeichnen sich durch ein generell meerschweinchenartiges Äußeres aus, die Beine sind kurz und kräftig, ein Schwanz nicht sichtbar. Das Fell ist im Gegensatz zum Regenwald-Baumschliefer (Dendrohyrax dorsalis) lang und weich. Es hat eine graue bis braune Farbgebung, die manchmal aber auch gesprenkelt sein kann. Hervorgerufen wird dies durch gelblichbraune Schaftbänder unterhalb der schwarzen Spitzen der Leithaare. Allerdings besteht eine generell starke Variabilität in der Fellfärbung. So sind einzelne Individuen aus Gebieten mit höherem Niederschlag um 1000 bis 1500 mm im Jahr häufig dunkler gefärbt als Verwandte in trockeneren Regionen. Die einzelnen Haare werden rund 45 mm lang und überlagern eine dunkelbraune bis dunkelgraue dichte Unterwolle. Durchsetzt ist das Fell mit einzelnen längeren Tasthaaren, die aber nicht so zahlreich sind wie beim Klippschliefer (Procavia capensis). Charakteristisch ist ein weißlich bis cremefarbener behaarter Fleck am hinteren Rücken bestehend aus 45 bis 50 mm langen Haaren, die aufgerichtet werden können. Der Fleck markiert eine nackte Drüse deren Ausmaß etwa meist zwischen 23 und 30 mm, im Maximum aber 17 bis 48 mm beträgt. Die Körperunterseite ist zumeist sehr hell getönt. Dagegen erscheint der Kopf dunkler als der Rücken. An den Augenbrauen besteht ein Fleck aus langen Haaren, die Ohren, die etwa 29 bis 36 mm lang werden, sind mit kurzen weißlichen Haaren bestanden. Markante Tasthaare können Längen von 80 mm aufweisen. Die Nase ist wie beim Bergwald-Baumschliefer (Dendrohyrax validus), aber abweichend vom Regenwald-Baumschliefer, nicht mit Haaren bedeckt. Die Fußsohlen sind ebenfalls unbehaart und schwarz, gelegentlich aber auch fleischfarben. Hände und Füße verfügen über vier beziehungsweise drei Strahlen mit kurzen, hufartigen Klauen. Lediglich der jeweils innere Zeh der Hinterfüße ist mit einer gebogenen Kralle ausgestattet. Die Länge des Hinterfußes reicht von 45 bis 69 mm. Weibchen besitzen eine variierende Anzahl an Zitzen. Häufig besteht ein Paar entweder in der Leisten- oder in der Brustgegend, manchmal sind auch zwei Paare ausgebildet, dann sowohl im Brust- und Leistenbereich oder nur im letzteren.

## Schädel- und Gebissmerkmale
Der Schädel misst zwischen 85,4 und 95,6 mm in der Länge. E ist generell lang und vergleichsweise niedrig mit einer Höhe von 26,3 bis 29,8 mm am Hirnschädel. Das Os interparietale (ein Schädelknochen zwischen dem Hinterhauptsbein und den Scheitelbeinen) verwächst mit dem Hinterhauptsbein. Die Temporalleisten sind schmal, im mittleren Bereich aber scharf abgesetzt. Der Postorbitalbogen ist nicht immer geschlossen. Das Gebiss umfasst insgesamt 34 Zähne mit folgender Zahnformel: {\displaystyle {\frac {1.0.4.3}{2.0.4.3}}}. Die oberen Schneidezähne stehen deutlich auseinander und sind gebogen sowie dreieckig im Querschnitt, sie ähneln dadurch einem Eckzahn. Die äußeren unteren Schneidezähne besitzen drei kleine Spitzen (tricuspid oder trifid). Zum hinteren Gebiss besteht im Oberkiefer ein Diastema von 15 bis 17 mm Länge. Entsprechend den anderen Baumschliefern weist die obere Prämolarenreihe eine etwa gleich große Länge wie die Molarenreihe auf. Die Mahlzähne haben allgemein niedrige Zahnkronen (brachyodont).

## Verbreitung

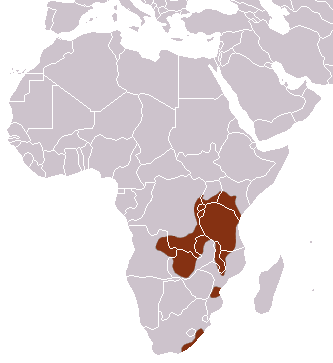
Verbreitungsgebiet des Steppenwald-Baumschliefers

Der Steppenwald-Baumschliefer ist endemisch im östlichen, zentralen und südlichen Afrika verbreitet. Im Norden reicht sein Verbreitungsgebiet bis in das zentrale Kenia etwa auf Höhe der Nyambene-Berge und in das östliche Uganda. Von dort erstreckt es sich über Tansania, Ruanda, Burundi, sowie über den Osten und den äußersten Südosten der Demokratischen Republik Kongo und den Osten von Angola bis nach Malawi, Sambia und Mosambik. Hier stellt der Sambesi die Westgrenze dar. Südlich des Sambesi sind noch Populationen aus dem zentralen Mosambik und aus Südafrika belegt, hier vor allem in den Provinzen Ostkap und KwaZulu-Natal. Für Botswana, Simbabwe und südafrikanische die Provinz Limpopo liegen keine Nachweise vor. Insgesamt ist das Verbreitungsgebiet stark zersplittert.
Als Lebensraum benötigt der Steppenwald-Baumschliefer bewaldete und vor allem waldreiche Gebiete. Seine Anwesenheit ist unter anderem von der Anzahl der Baumhöhlen und der Dichte der Waldvegetation abhängig. In Südafrika kommt er beispielsweise in Bergwäldern und -dickichten vor, weiter nördlich in Mosambik in immergrünen Flachlandwäldern und in den Flusswäldern des Save. In den Savannengebieten Ostafrika wie dem Ngorongoro-Krater, der Serengeti und der Masai Mara lebt die Art in Feigenbäumen, Akazienbeständen und Flusswäldern. Dagegen sind die Tiere in gebirgigen Landschaften wie am Mount Kenya, in der Aberdare Range und im Ruwenzori-Gebirge bis in die subalpine Zone verbreitet. Entsprechend reicht die Höhenverbreitung vom Meeresspiegelniveau bis in etwa 4000 m Höhe. Der Steppenwald-Baumschliefer kann nach Untersuchungen in KwaZulu-Natal auch in kleinen Waldinseln überleben. Diese sollten aber wenigstens eine Größe von 5 ha haben und sich in einer Distanz von weniger als 250 m zu größeren Waldbereichen befinden. Sie dürfen auch nicht zu stark durch menschliche Eingriffe gestört sein. Lokal kann die Art relativ häufig auftreten. Für die Virunga-Vulkane liegen die Angaben bei bis zu 13,4 Individuen je Hektar.

## Lebensweise

### Territorialverhalten
Der Steppenwald-Baumschliefer ist in weiten Teilen seines Verbreitungsgebietes nachtaktiv, er kann aber lokal auch am Tag auftreten. Es wird vermutet, dass die nächtliche Aktivität eine Folge des menschlichen Jagddrucks oder auch der Präsenz größerer, tagaktiver Beutegreifer darstellt. Allgemein sind die Tiere eher inaktiv und verbringen nur rund 16 % eines 24-Stunden-Tages mit verschiedenen Tätigkeiten. Dabei scheint es Unterschiede zwischen Männchen und Weibchen zu geben, da erstere ein Maximum an Aktivität in den späten Nachtstunden, letztere in den Mittagsstunden erreichen. Bei Tieren in menschlicher Obhut war Inaktivität zu etwa 70 % bei Tageslicht und zu 95 % bei Nacht zu beobachten. Insgesamt handelt es sich bei der langen Inaktivitätszeit um Anpassungen an eine niedrige Stoffwechselrate gepaart mit einer Spezialisierung auf eine nährstoffarme Nahrung und einer gering ausgeprägten Thermoregulation. Zur Aufrechterhaltung der Körpertemperatur ist ein dichtes Fell ausgebildet, außerdem baden die Tiere häufig in der Sonne. Des Weiteren nutzen sie Baumhöhlen als Unterschlupf, die wiederum eine ausgeglichenere Umgebungstemperatur bieten.

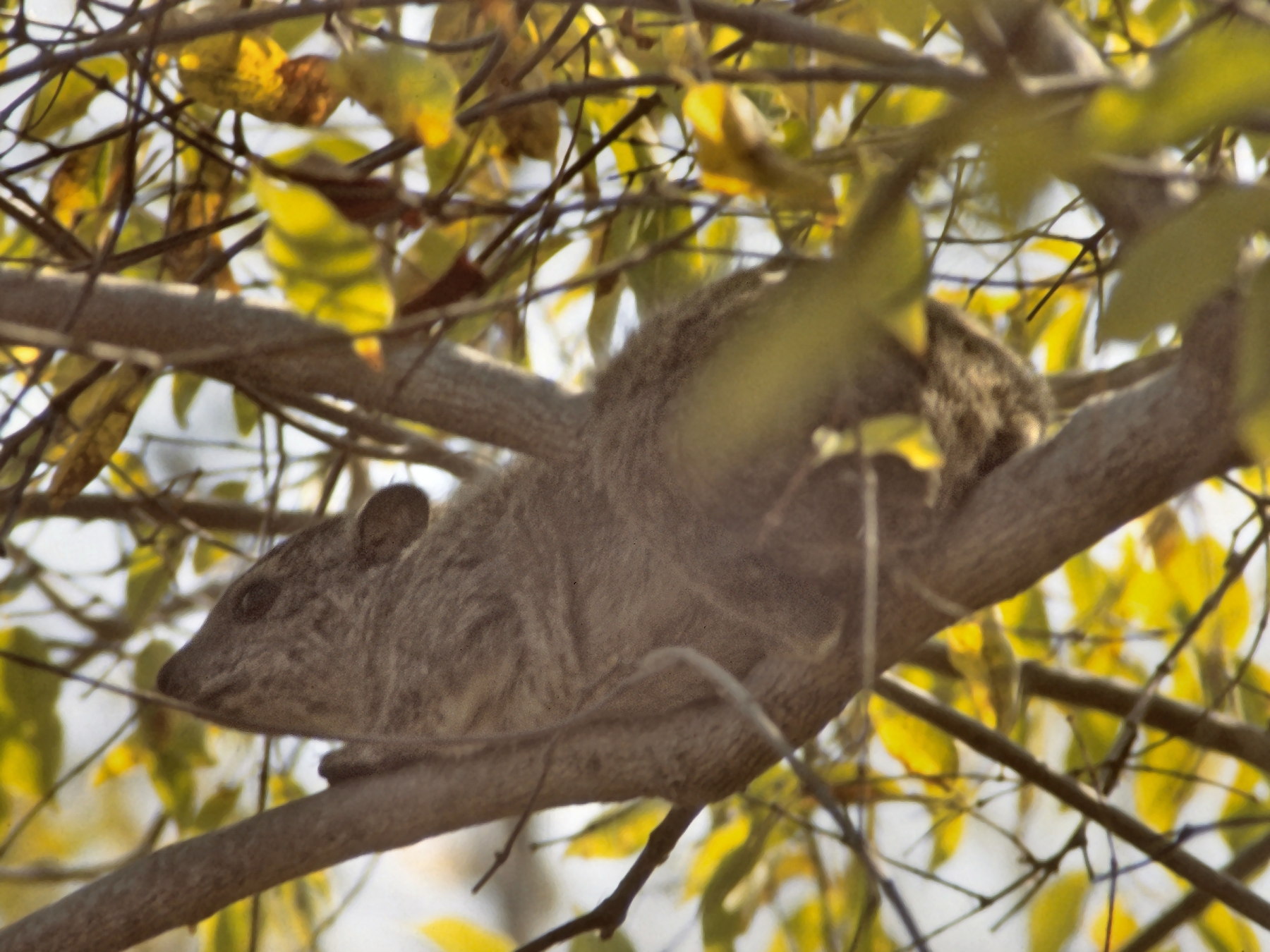
Steppenwald-Baumschliefer im Geäst

Generell lebt der Steppenwald-Baumschliefer in Bäumen (arborikol) und wird daher selten beobachtet. In den Bäumen kann er sich mit einem festen Griff und sehr beweglichen Füßen agil fortbewegen. Nahezu der größte Teil der Aktivitäten findet in den Bäumen statt. Tagsüber halten sich die Tiere in tieferen Baumebenen auf als nachts. In den Bäumen nutzt der Steppenwald-Baumschliefer natürliche Hohlräume als Unterschlupf. Dabei wählen die Tiere häufig Bäume mit mehreren Höhlen aus. Untersuchungen in der südafrikanischen Provinz Ostkap zufolge sind sie dort bevorzugt in Bäumen anzutreffen, deren Substanz zu weniger als 50 % abgestorben ist. Meist handelt es sich um 4 bis 9 m hohe Bäume, die in der Regel die höchsten in der Umgebung darstellen. Der Stammdurchmesser liegt bei 40 bis 80 cm und die Stammneigung bei 45 bis 68°. Bevorzugte Bäume gehören unter anderem zu den Steineiben, weiterhin auch zu den Gattungen Schotia, Rhus, Andrachne, Teclea, Ptaeoxylon und Apodytes. Auch im östlichen Afrika, etwa an den Hängen der Virunga-Vulkane stellen die jeweils höchsten Bäume die am häufigsten bewohnten dar. Hier dominiert der Kosobaum, seltener suchen die Tiere dagegen Johanniskräuter auf. Gelegentlich wurde beobachtet, wie ein Individuum auch in einem Termitenbau Unterschlupf bezieht. In höheren Gebirgslagen ab etwa 3900 m verbringen die Tiere ihre Ruhephase in Felsspalten.
Der Steppenwald-Baumschliefer lebt einzelgängerisch, Gruppen finden sich zumeist nur in Mutter-Jungtier-Gemeinschaften. Eine Ausnahme bilden Tiere in extremen Höhenlagen oberhalb der Baumgrenze, die geselliger auftreten. Die einzelnen Individuen unterhalten Territorien. An den Virunga-Vulkanen erreichen sie Größen von 140 bis 2550 m². Die Größe eines Reviers wird teilweise von der Baumdichte beeinflusst, so dass Tiere dicht bewaldeter Regionen kleinere Aktionsräume haben. Bei Weibchen überschneiden sich die Territorien mit denen unterschiedlicher Generationen, hier kann es sich um die Elterntiere oder den eigenen Nachwuchs handeln. Die Reviere der Männchen überschneiden sich mit denen der Weibchen, unklar ist das Verhältnis zu den Grenzen der eigenen Geschlechtsgenossen. Ebenso ist bisher nicht geklärt, ob die Tiere ihre Territorien verteidigen. Das Absetzen von Duftmarken mittels der großen Drüse am Rücken wurde bisher nur selten beobachtet. Zum Defäzieren steigt der Steppenwald-Baumschliefer vom Baum herab und legt seinen Kot in Latrinen am Baumstamm ab. Häufig benutzt ein Individuum mehrere Latrinen, auch kann ein  solcher Platz von mehreren Tieren aufgesucht werden. Ob die Latrinen eine kommunikative oder territoriale Bedeutung haben, ist unbekannt.
Wie bei allen Schliefern sind auch beim Steppenwald-Baumschliefer Lautäußerungen ein wichtiges soziales Kommunikationsmittel. Markant heben sich die abendlichen Rufe hervor, die stark von der Jahreszeit abhängen. In der Trockenzeit ertönen sie häufig am frühen Abend von 19.30 bis 22.00 oder 23.00 Uhr, eine zweite Serie folgt nach Mitternacht. Im Gegensatz dazu sind die Rufe in der Regenzeit seltener und kaum in den frühen Abendstunden zu vernehmen. Eine Beeinflussung durch Mondphasen ist nicht belegt. Sie bestehen aus einer Serie von tiefen Krächzlauten, die sich durchschnittlich viermal wiederholen und sich dabei steigern und dann in einen durchdringenden, zitternden Schrei übergehen, der rund achtmal ertönt. Häufig antworten benachbarte Individuen, so dass sich die Rufe wellenartig durch den Wald verbreiten und gemäß einigen Beschreibungen an die „Orgie eines Massenmordes“ denken lassen. In der Regel rufen sowohl Männchen als auch Weibchen, letzterer aber nur in Abwesenheit eines Partners. Einzelnen Berichten zufolge können die abendlichen Rufen regional variieren. Neben diesen Kontaktrufen gibt es noch verschiedene andere Lautäußerungen. Diese umfassen unter anderem Schreie, Quaken, Zwitschern oder Bellen, die häufig als Alarm- und Warnlaute anzusehen sind oder antagonistisches Verhalten ausdrücken. Andere wie ein Gurren, Glucksen oder Blöken können nicht immer mit einem bestimmten Stimulus in Verbindung gebracht werden. Defensives Verhalten drückt sich durch ein Präsentieren des Hinterleibes und das Aufrichten der Haare um die Drüse aus.

### Ernährung
Der Steppenwald-Baumschliefer ernährt sich hauptsächlich von weicher Pflanzenkost (browsing). Nach Untersuchung von Kotresten in der südafrikanischen Provinz Ostkap besteht die Nahrung überwiegend aus Blättern. Die Zusammensetzung der Nahrung variiert je nach Region. Im montan geprägten Pirie forest in den Amathole-Bergen konnten insgesamt 36 verschiedene Pflanzenarten diagnostiziert werden, fast drei Viertel der Nahrung beziehen die Tiere von Steineiben. Im Unterschied dazu vertilgt der Steppenwald-Baumschliefer in den feuchteren Tieflandwäldern bei Alexandria im Alexandria State forest rund 33 verschiedene Pflanzenarten, vorherrschende Nahrungspflanzen stellen hier Schotia, Cassine und Kirschmyrten dar. Die Tiere der trockeneren Bereiche in Küstennähe des gleichen Waldgebietes bei Springmount fressen wiederum 26 verschiedene Pflanzenarten mit einer Bevorzugung von Schotia und Euclea aus der Gruppe der Ebenholzgewächse. Einkeimblättrige werden in den drei untersuchten Gebiete nur untergeordnet aufgenommen, als einzige Pflanze konnte hier Protosparagus in den Kotresten nachgewiesen werden. Auffallenderweise gehören die präferierten Nahrungspflanzen nicht gleichzeitig zu den häufigsten Vegetationsformen an den jeweiligen Standorten. Ihre Dominanz im Nahrungsspektrum hängt wohl mit der baumkletternden Lebensweise des Steppenwald-Baumschliefers zusammen. Im Gebiet der Virunga-Vulkane bildet der Kosobaum die hauptsächliche Nahrungspflanze, mehr als die Hälfte der Zeit, die die Tiere für die Nahrungsaufnahme nutzen, verbringen sie in dem Baum. Dabei fressen sie überwiegend ausgewachsene Blätter, daneben auch Stiele, Zweige und Knospen. Ein weiteres Viertel fällt auf Kräuter, die am Boden gesucht werden. Andere häufig genutzte Pflanzen sind Johanniskräuter, Labkräuter und Greiskräuter. Weiteren Beobachtungen am Ngorongoro-Krater zufolge gehören gelegentlich auch Früchte von Feigen zum Speiseplan.
Insgesamt auffällig ist, dass die Nahrung des Steppenwald-Bergschliefers neben Blättern zumeist aus faserigen Pflanzenmaterialien mit wenig Nährstoffen besteht. Die Tiere verbringen daher einen Großteil ihrer aktiven Zeit mit der Nahrungsaufnahme und fressen große Mengen. Die Auswahl an qualitativ minderwertigen Pflanzenteilen bei gleichzeitiger großer Nahrungsmenge kompensiert dadurch den Aufwand, der für die Suche nach qualitativ hochwertigerer Nahrung aufgebracht werden muss. In der Regel fressen die Tiere nachts, beginnend kurz nach Sonnenuntergang. Die Nahrungsaufnahme erfolgt in mehreren Phasen, die im Durchschnitt 22,8 Minuten andauern. Dadurch investiert der Steppenwald-Baumschliefer etwa 12 bis 13,7 % eines 24-Stunden-Tages für die Nahrungsaufnahme, der Wert ist bei Weibchen etwas höher als bei Männchen.

### Fortpflanzung
Das Paarungsverhalten ist wenig untersucht. Die Überlappung der Territorien der Männchen mit mehreren der Weibchen lässt auf ein polygynes Sozialverhalten schließen. Im Ruwenzori-Gebirge kommt es möglicherweise zu häufigeren Geburten im April und Mai, andere Untersuchungen konnten dagegen keine jahreszeitliche Abhängigkeit erkennen. Im Virunga-Gebiet wurden während einer Untersuchung von Oktober 1993 bis April 1994 ein Anteil von 17 % Jungtieren in der Gesamtpopulation festgestellt. Trächtige Weibchen in KwaZulu-Natal trugen in März und April zwei bis drei Föten. In menschlicher Obhut währt die Partnerwerbung zwischen 2 und 10 Tagen. Bei aufdringlichen Männchen stoßen die Weibchen ein knurrendes Geräusch aus und richten die Haare ihres Rückenfleckes auf. Die Tragzeit ist ausgesprochen lang für ein Säugetier dieser Größe und dauert 7,5 bis 8 Monate. Geburten von Tieren in Gefangenschaft wurden mehrfach beobachtet, sie finden häufig am Boden statt. Die Wurfgröße umfasst eins bis zwei Jungtiere. Sie sind frühreif, männliche Jungtiere wiegen zwischen 210 und 225 g, weibliche zwischen 185 und 206 g. Die Saugphase variiert von 3 bis 7 Monaten, bereits zwölf Minuten nach der Geburt wird das erste Mal gesaugt. Die Jungen bevorzugen vor allem die Brustzitzen, möglicherweise weil dort mehr Milch bereitgestellt wird. Sie saugen den Tag über etwa alle eins bis zweieinhalb Stunden bei einer durchschnittlichen Dauer von 168 Sekunden. Die Initiative zum Saugen übernimmt überwiegend das Junge und macht sich dabei durch Zwitscherlaute oder Nasenkontakt bemerkbar. Mutter-Jungtier-Interaktionen sind ansonsten nur selten dokumentiert, sie beschränken sich auf das Säugen und auf Schutz seitens der Mutter, während spielen oder gegenseitige Körperpflege bisher nicht beobachtet wurde. Die sexuelle Reife erreichen die Jungen mit 20 bis 30 Monaten. In der Zeit während der Entwöhnung ist das Muttertier erneut paarungsbereit, manchmal tritt aber auch eine post-partum-Begattung auf. Der Zeitraum zwischen zwei Geburten liegt bei 10 bis 17 Monaten. Die Entwicklungsphase der Jungtiere ist relativ lang, die Mortalitätsrate eher gering. Die Tiere werden in Gefangenschaft bis zu 14 Jahre alt.

### Fressfeinde und Parasiten
Bedeutende Fressfeinde stellen unter anderem der Leopard, die Afrikanische Goldkatze, der Serval und der Karakal dar, des Weiteren auch Ginsterkatzen und die Afrikanische Zibetkatze. Unter den Vögeln sind unter anderem Eulen, der Akazienadler und der Kronenadler zu nennen. Für letzteren stellen Schliefer im südlichen Afrika eine der Hauptquellen der Nahrung dar, wobei aber der sozial lebende Klippschliefer deutlich häufiger im Beutespektrum auftritt als der solitär lebende Steppenwald-Baumschliefer. Darüber hinaus fallen Tiere auch Pythons zum Opfer. Gegen kleinere Beutegreifer verteidigen sie sich mit kräftigen Bissen ihrer Schneidezähne, dabei ziehen sie ihre Lippen hoch und präsentieren ihre Zähne als Drohgebärde.
Als äußere Parasiten sind vor allem Tierläuse dokumentiert, zu den inneren gehören Lungenmilben der Gattung Pneumonyssus. Ein gefangenes Tier starb an Toxoplasmose.

## Systematik
Der Steppenwald-Baumschliefer ist eine Art aus der Gattung der Baumschliefer (Dendrohyrax), die aus insgesamt vier Arten besteht. Die Baumschliefer wiederum bilden einen Teil der Familie der Schliefer (Procaviidae) innerhalb der Ordnung der Schliefer (Hyracoidea). Die Ordnung war im Paläogen und im frühen Neogen sehr formen- und variantenreich, sie umfasste kleine bis riesige Tiere mit zahlreichen ökologischen Anpassungen. Ihre Verbreitung reichte über weite Teile Eurasiens und Afrikas. Die rezenten Vertreter der Schliefer beschränken sich weitgehend auf den afrikanischen Kontinent, nur eine Form kommt heute auch in Vorderasien vor. Von diesen zumeist meerschweinchengroßen Tieren stellen die Baumschliefer die artenreichste Gruppe dar. Sie sind im Gegensatz zu den anderen Angehörigen der Familie der Procaviidae baumbewohnend, einzelgängerisch und nachtaktiv.
In einigen Systematiken wird der nahe verwandte Bergwald-Baumschliefer (Dendrohyrax validus) aus dem östlichen Afrika als identisch mit dem Steppenwald-Baumschliefer angesehen, andere stufen die beiden jedoch als auf Artebene getrennt ein. Über die Anzahl der Unterarten herrscht keine einheitliche Meinung vor, häufig werden sieben oder acht genannt:
- D. a. adolfifriederici (Brauer, 1913); östliche Demokratische Republik Kongo, Ruanda, Burundi und südwestliches Uganda, Kopf braun, Rücken dunkelbraun bis schwarz; Rückenfleck mittellang (37 mm) und weiß gelb, Bauch hell chamoisfarben, Füße braun
- D. a. arboreus (A. Smith, 1827); Südafrika (KwaZulu-Natal und Ostkap) sowie zentrales Mosambik; Kopf schwach fahlbraun, Rückenfarbe braunschwarz bis schwarz, Rückenfleck sehr lang (70 mm) und schmal sowie weiß gelblich, Bauch schmutzigweiß, Füße etwas heller als Rücken
- D. a. bettoni (Thomas & Schwann, 1904); südliches Kenia; Kopf schokoladenbraun, ein weißes Haarbüschel vor und hinter den Ohren, Wangen etwas heller als der Kopf, Rücken ebenfalls schokoladenbraun, Rückenfleck lang (60 mm) und weiß, Füße wie Rücken gefärbt
- D. a. braueri Hahn, 1933; nordöstliches Angola, südliche Demokratische Republik Kongo und nordwestliches Sambia; Kopf warmsepiafarben, weißer Fleck über den Augen, Rücken dunkelbraun, Rückenfleck lang (60 mm) und weiß, Bauch weiß mit wenig gelb, Füße graubraun meliert
- D. a. crawshayi (Thomas, 1900); zentrales Kenia; Fellfärbung ähnlich zur Nominatform, Rückenfleck mittellang (40 mm) und weiß, Bauchhaare weiß gelblich, das Fell ist insgesamt sehr wollig weich
- D. a. mimus (Thomas, 1900); nordöstliches Sambia, westliches Malawi und westlich-zentrales Tansania; ähnelt D. a. stuhlmanni
- D. a. ruwenzorii (Neumann, 1902); nordöstliche Demokratische Republik Kongo; Kopf und Rücken dunkelbraun bis braunschwarz, Rückenfleck lang (60 mm) und schmal sowie weißgelb, Bauch schmutzigweiß, Füße braun, das Fell ist insgesamt sehr wollig weich
- D. a. stuhlmanni (Matschie, 1892); südöstliche Demokratische Republik Kongo, südwestliches Kenia, Tansania; Kopf fahlbraun, deutlicher weißer Fleck über den Augen, Rücken braun, Rückenfleck kurz (30 mm) und schmal sowie weiß, Bauch weiß bis weißgelblich, Füße braun

Mitunter gilt D. a. mimus als identisch mit D. a. stuhlmanni.

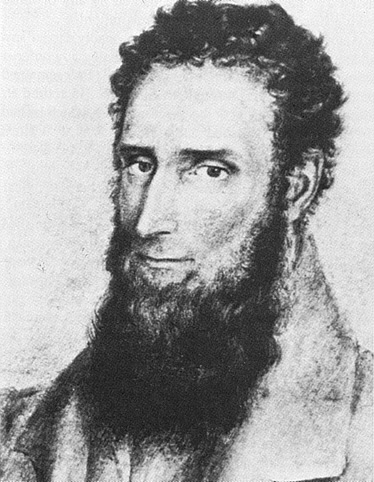
Andrew Smith

Die wissenschaftliche Erstbeschreibung führte Andrew Smith im Jahr 1827 durch. Er benannte die Art mit Hyrax arboreus, für seine Beschreibung stand ihm ein nicht ausgewachsenes Individuum aus Wäldern am Kap der Guten Hoffnung in Südafrika zur Verfügung. Die Region wird als Typusgebiet der Art betrachtet. Als Besonderheiten der Tiere benannte Smith ihr Leben in Bäumen im Vergleich zum damals bekannten Klippschliefer (Procavia capensis) und ihre geräuschvollen Lautäußerungen. Des Weiteren gab er an, dass die Schlieferart von den Kolonisten in Südafrika als Boom-Das („Baumschliefer“) bezeichnet wird, worauf auch der Artname hinweist (von lateinisch arbor für „Baum“). In den 1840er Jahren beobachtete Wilhelm Peters den Steppenwald-Baumschliefer auf seiner Forschungsreise durch das südliche Afrika in Mosambik. Die Gattung Dendrohyrax etablierte dann John Edward Gray im Jahr 1868 und verwies sowohl den Steppenwald- als auch den Regenwald-Baumschliefer (Dendrohyrax dorsalis) zu ihr.
Später, im Jahr 1892, war es dann Paul Matschie, der den Steppenwald-Baumschliefer erstmals anhand eines 52 cm langen Tieres vom Viktoriasee im östlichen Afrika belegen konnte. Als Bezeichnung verwendete er vorerst Procavia stuhlmanni, da er aber große Ähnlichkeiten zum Steppenwald-Baumschliefer sah, benannte er die Form drei Jahre später in Dendrohyrax stuhlmanni um. In der ersten Hälfte des 20. Jahrhunderts wurden zahlreiche weitere Formen eingeführt, die als eng zum Steppenwald-Buschschliefer stehend galten, meist aber einen eigenen Artstatus besaßen. Allein Oldfield Thomas benannte im Jahr 1900 mit Procavia crawshayii und Procavia mimus zwei Vertreter. Ersterer stammt mit einem 46 cm langen Individuum vom Westhang des Mount Kenya, letzterer aus dem heutigen Malawi. Für Procavia mimus lag lediglich ein Fellrest vor, hier vermutete Thomas trotz der generellen Übereinstimmung mit dem Steppenwald-Baumschliefer eine eigenständige Stellung, da das Belegexemplar eine höhere Zitzenanzahl aufwies als die anderen damals bekannten Baumschliefer. Mit Procavia bettoni kam vier Jahre später noch eine weitere Form aus dem südlichen Kenia in Zusammenarbeit mit Harold Schwann hinzu. Bereits im Jahr 1902 hatte Oscar Neumann Dendrohyrax ruwenzorii aus dem Ruwenzori-Gebirge etabliert. Das von ihm verwendete Individuum war zuvor von Thomas als seiner Form Procavia crawshayii zugehörig eingestuft worden. Von August Brauer aus dem Jahr 1913 wiederum stammt die Bezeichnung Procavia adolfifriederici, benannt nach Adolf Friedrich zu Mecklenburg, der das Typusexemplar am Kiwusee erlegt hatte. Wie zuvor bei Procavia mimus zeichnet sich auch Procavia adolfifriederici durch eine erhöhte Anzahl an Zitzen aus. Außerdem war sich Brauer unschlüssig ob die Form trotz ihrer äußeren Ähnlichkeit zu Procavia stuhlmanni aufgrund bestimmter Schädelmerkmale nicht auch einen Buschschliefer (Heterohyrax brucei) repräsentieren könnte. Als einzige Form verwies Herbert Hahn im Jahr 1933 D. a. braueri direkt als Unterart zum Steppenwald-Baumschliefer, basierend auf zwei Individuen aus Katanga im südlichen Kongo-Gebiet. Ein Jahr darauf ordnete Hahn in seiner Revision der rezenten Schliefer aller vorher genannten Formen zu einer Art und fasste sie unter Dendrohyrax arboreus zusammen.

## Bedrohung und Schutz
Bedrohungen für den Steppenwald-Baumschliefer bestehen im Verlust an Lebensraum durch die Abholzung der Wälder und der Fragmentierung geeigneter Habitate. Zahlreiche Waldinseln im Verbreitungsgebiet sind zu klein, um fortpflanzungsfähige Populationen zu tragen, die starke Zersplitterung der Landschaften und damit auch der Individuengruppen führt zu einer Verringerung des Genflusses untereinander. Hinzu kommt noch die Jagd auf die Tiere als Nahrungsquelle und zur Fellverarbeitung. Aufgrund des großen Verbreitungsgebietes und der Bestandsgröße wird die Art von der IUCN als „nicht gefährdet“ (least concern) eingeschätzt. Einen stärkeren Rückgang des Bestandes schließt die Umweltschutzorganisation aus, allerdings empfiehlt sie intensivere Monitoringprogramme. Der Steppenwald-Baumschliefer kommt in verschiedenen Naturschutzgebieten vor. Hierzu zählen unter anderem der Mount-Kenya-Nationalpark in Kenia, der Serengeti-Nationalpark in Tansania, der Ruwenzori-Mountains-Nationalpark in Uganda, der Virunga-Nationalpark in Ruanda und der Vulkan-Nationalpark in der Demokratischen Republik Kongo. Es gibt nur wenige Zoohaltungen, eine der bedeutendsten findet sich in Tschechien.